# Salwa Eid Naser
Salwa Eid Naser (arab. سلوى عيد ناصر; ur. 23 maja 1998 w Anambrze) – bahrajńska lekkoatletka specjalizująca się w biegach sprinterskich, w tym szczególnie na dystansie 400 metrów. Aktualna najmłodsza w historii i pierwsza azjatycka mistrzyni świata z Dohy na tym dystansie z trzecim czasem w historii lekkoatletyki wynoszącym 48,14.

## Przebieg kariery
Ebelechukwu Agbapuonwu urodziła się i dorastała w stanie Anambra w Nigerii. W 2014 roku przeprowadziła się do Bahrajnu, zmieniła nazwisko i wyznanie.
Srebrna medalistka igrzysk olimpijskich młodzieży z Nankin w biegu na 400 metrów (2014). W 2015 triumfowała na azjatyckich, a dwa miesiące później na światowych mistrzostwach juniorów młodszych. Złota (w biegu na 400 metrów) i brązowa (w sztafecie 4 × 400 metrów) medalistka światowych wojskowych igrzysk sportowych (2015).
Srebrna medalistka mistrzostw świata w Londynie w biegu na 400 metrów (2017).
W 2019 zdobyła na mistrzostwach Azji dwa złote medale w biegach indywidualnych (200 i 400 metrów) oraz dwa złote (4 × 400, 4 × 400 sztafeta mieszana) i jeden brązowy (4 × 100) w sztafetach. Oprócz historycznego osiągnięcia w biegu na 400 metrów na mistrzostwach świata w Dosze, dołożyła w ich trakcie także brąz za sztafetę mieszaną 4 × 400 metrów. W tym samym roku na światowych wojskowych igrzyskach sportowych zdobyła jeszcze złoto (400 metrów) i brąz w sztafecie (4 × 100 metrów).
W czerwcu 2020 została zawieszona za naruszenie przepisów antydopingowych.

## Osiągnięcia
| Rok  | Impreza                               | Miejsce        | Konkurencja                      | Lokata     | Wynik   |
| ---- | ------------------------------------- | -------------- | -------------------------------- | ---------- | ------- |
| 2014 | Igrzyska olimpijskie młodzieży        | Nankin         | bieg na 400 metrów               | 2. miejsce | 52,74   |
| 2015 | Mistrzostwa Azji juniorów młodszych   | Doha           | bieg na 400 metrów               | 1. miejsce | 53,02   |
| 2015 | Mistrzostwa Azji juniorów młodszych   | Doha           | sztafeta szwedzka                | 3. miejsce | 2:19,04 |
| 2015 | Mistrzostwa świata juniorów młodszych | Cali           | bieg na 400 metrów               | 1. miejsce | 51,50   |
| 2015 | Światowe wojskowe igrzyska sportowe   | Mungyeong      | bieg na 400 metrów               | 1. miejsce | 51,39   |
| 2015 | Światowe wojskowe igrzyska sportowe   | Mungyeong      | sztafeta 4 × 400 metrów          | 3. miejsce | 3:32,62 |
| 2016 | Igrzyska olimpijskie                  | Rio de Janeiro | bieg na 400 metrów               | półfinał   | 50,88   |
| 2017 | Igrzyska solidarności islamskiej      | Baku           | bieg na 400 metrów               | 1. miejsce | 51,33   |
| 2017 | Igrzyska solidarności islamskiej      | Baku           | sztafeta 4 × 100 metrów          | 1. miejsce | 44,98   |
| 2017 | Igrzyska solidarności islamskiej      | Baku           | sztafeta 4 × 400 metrów          | 1. miejsce | 3:32,96 |
| 2017 | Mistrzostwa świata                    | Londyn         | bieg na 400 metrów               | 2. miejsce | 50,06   |
| 2018 | Igrzyska azjatyckie                   | Dżakarta       | bieg na 400 metrów               | 1. miejsce | 50,09   |
| 2018 | Igrzyska azjatyckie                   | Dżakarta       | sztafeta 4 × 100 metrów          | 1. miejsce | 42,73   |
| 2018 | Igrzyska azjatyckie                   | Dżakarta       | sztafeta 4 × 400 metrów          | 2. miejsce | 3:30,61 |
| 2018 | Puchar interkontynentalny             | Ostrawa        | bieg na 400 metrów               | 1. miejsce | 49,32   |
| 2019 | Mistrzostwa panarabskie               | Kair           | bieg na 200 metrów               | 1. miejsce | 23,45   |
| 2019 | Mistrzostwa panarabskie               | Kair           | bieg na 400 metrów               | 1. miejsce | 52,72   |
| 2019 | Mistrzostwa panarabskie               | Kair           | sztafeta 4 × 100 metrów          | 1. miejsce | 45,18   |
| 2019 | Mistrzostwa Azji                      | Doha           | bieg na 200 metrów               | 1. miejsce | 22,74   |
| 2019 | Mistrzostwa Azji                      | Doha           | bieg na 400 metrów               | 1. miejsce | 51,34   |
| 2019 | Mistrzostwa Azji                      | Doha           | sztafeta 4 × 100 metrów          | 3. miejsce | 43,61   |
| 2019 | Mistrzostwa Azji                      | Doha           | sztafeta 4 × 400 metrów          | 1. miejsce | 3:32,10 |
| 2019 | Mistrzostwa Azji                      | Doha           | sztafeta mieszana                | 1. miejsce | 3:20,29 |
| 2019 | Mistrzostwa świata                    | Doha           | bieg na 400 metrów               | 1. miejsce | 48,14   |
| 2019 | Mistrzostwa świata                    | Doha           | sztafeta mieszana                | 3. miejsce | 3:11,82 |
| 2019 | Światowe wojskowe igrzyska sportowe   | Wuhan          | bieg na 200 metrów               | eliminacje | DQ      |
| 2019 | Światowe wojskowe igrzyska sportowe   | Wuhan          | bieg na 400 metrów               | 1. miejsce | 50,15   |
| 2019 | Światowe wojskowe igrzyska sportowe   | Wuhan          | sztafeta 4 × 100 metrów          | 3. miejsce | 44,24   |
| 2023 | Igrzyska azjatyckie                   | Hangzhou       | bieg na 200 metrów               | –          | DQ      |
| 2023 | Igrzyska azjatyckie                   | Hangzhou       | bieg na 400 metrów               | 2. miejsce | 50,92   |
| 2023 | Igrzyska azjatyckie                   | Hangzhou       | sztafeta 4 × 400 metrów          | 1. miejsce | 3:27,65 |
| 2023 | Igrzyska azjatyckie                   | Hangzhou       | sztafeta mieszana 4 × 400 metrów | 1. miejsce | 3:14,02 |
| 2024 | World Athletics Relays                | Nassau         | sztafeta mieszana 4 × 400 metrów | repasaże   | 3:18,21 |
| 2024 | Igrzyska olimpijskie                  | Paryż          | bieg na 400 m                    | 2. miejsce | 48,53   |

## Rekordy życiowe
- Bieg na 100 metrów – 11,24 (2019)
- Bieg na 200 metrów – 22,45 (2025) rekord Bahrajnu
- Bieg na 400 metrów – 48,14 (2019) rekord Azji, 3. wynik w historii światowej lekkoatletyki

W 2016 w Dosze bahrajńska sztafeta 4 × 400 metrów z Eid Naser w składzie ustanowiła halowy rekord Azji w tej konkurencji z czasem 3:35,07. W 2018 w Dżakarcie sztafeta 4 × 100 metrów z jej udziałem ustanowiła aktualny rekord kraju – 42,73. W 2023 w Hangzhou kolejna jej sztafeta ustanowiła, wynikiem 3:27,65, aktualny rekord Bahrajnu na otwartym stadionie.